# 贝拉马桑
贝拉马桑，是西班牙卡斯蒂利亚-莱昂索里亚省的一个市镇。总面积72平方公里，总人口137人（2001年），人口密度2人/平方公里。